# C.H. Ostenfeldland
Het C.H. Ostenfeldland is een schiereiland in Nationaal park Noordoost-Groenland in het oosten van Groenland.

## Geografie
Het gebied wordt in het noordoosten begrensd het Ardencaplefjord, in het oosten door de Hochstetterbaai, in het zuiden door het Grandjeanfjord en in het zuidwesten door de Heinkelgletsjer.
Aan de overzijde van het water ligt in het noorden het Koningin Margrethe II-land, in het noordoosten het Hochstetter Forland, in het zuidoosten het eiland Kuhn Ø en in het zuiden het Th. Thomsenland.

### Gletsjers
Het gebied heeft meerdere gletsjers, waaronder de Canongletsjer in het noordwesten en de Heinkelgletsjer in het zuidwesten van het gebied. Verder naar het noordwesten liggen tevens de Stejlgletsjer, de Ejnar Mikkelsengletsjer en de Stormgletsjer.